# Kremnica
Kremnica (tyska Kremnitz) är en stad i Slovakien vid en bifod till Hron.
Kremnica är en gammal stad med ett flertal äldre byggnader, bland annat murar, porttorn, borg och rådhus. Kremnica var tidigare huvudort för Ungerns guld- och silverproduktion. Även sedan bergsbruket förlorat sin betydelse fanns länge ett myntverk i staden. Första skriftliga omnämnandet av staden går tillbaka till 1328, då den beviljades stadsprivilegier av kung Karl I Robert av Ungern.